# Snake Creek (Oklahoma)
Snake Creek es un lugar designado por el censo ubicado en el condado de Mayes en el estado estadounidense de Oklahoma. En el Censo de 2010 tenía una población de 257 habitantes y una densidad poblacional de 19,11 personas por km².

## Geografía
Snake Creek se encuentra ubicado en las coordenadas 36°10′43″N 95°5′37″O / 36.17861, -95.09361. Según la Oficina del Censo de los Estados Unidos, Snake Creek tiene una superficie total de 21.64 km², de la cual 21.64 km² corresponden a tierra firme y (0%) 0 km² es agua.

## Demografía
Según el censo de 2010, había 257 personas residiendo en Snake Creek. La densidad de población era de 19,11 hab./km². De los 257 habitantes, Snake Creek estaba compuesto por el 72.37% blancos, el 0% eran afroamericanos, el 20.62% eran amerindios, el 0% eran asiáticos, el 0% eran isleños del Pacífico, el 0% eran de otras razas y el 7.39% pertenecían a dos o más razas. Del total de la población el 0.78% eran hispanos o latinos de cualquier raza.